# Jan Piotr Babiasz
Jan Piotr Babiasz, rum. Iohan-Peter Babiaș (ur. 28 czerwca 1952 w Wikszanach (Vicșani) w okręgu Suczawa, zm. 14 marca 2002) – polski działacz społeczny w Rumunii, poseł do Izby Deputowanych (1992–2002), przewodniczący Związku Polaków w Rumunii „Dom Polski” (1994–2002).

## Życiorys
Z wykształcenia i zawodu był weterynarzem. W latach 1994–2002 stał na czele Związku Polaków w Rumunii „Dom Polski” jako jego prezes. W 1992 po raz pierwszy uzyskał mandat poselski do Izby Deputowanych jako przedstawiciel polskiej mniejszości. Zasiadał wówczas w Komisji Rolnictwa, Leśnictwa i Żywności, był również członkiem rumuńsko-kubańskiej i rumuńsko-polskiej grupy parlamentarnej. W 1996 uzyskał reelekcję, będąc członkiem tej samej Komisji oraz parlamentarnej grupy rumuńsko-chińskiej i rumuńsko-polskiej. W 2000 po raz ostatni uzyskał mandat sejmowy.

## Odznaczenia
- Krzyż Kawalerski Orderu Zasługi Rzeczypospolitej Polskiej (1999)[1]
- Wawrzyn Polonijny Stowarzyszenia „Wspólnota Polska” – pośmiertnie (2007)[2]